# I Cos d'Exèrcit d'Euzkadi
El I Cos d'Exèrcit d'Euzkadi va ser una formació militar que va lluitar durant la Guerra Civil Espanyola. Va participar principalment durant la campanya de Biscaia, resistint l'ofensiva franquista. Si bé teòricament estava enquadrat en l'Exèrcit del Nord, depenia del govern autònom basc i durant la seva existència va mantenir una gran autonomia orgànica.

## Historial
La formació va ser creada al març de 1937, com a successora de l'antic Eusko Gudarostea. Va quedar composta per diverses divisions: 1a (Gómez García), 2a (Vidal Munárriz), 3a (Ibarrola) i 4a (Irézabal Goti). Posteriorment s'uniria una altra divisió, la 5a, manada pel major de milícies Pablo Beldarrain Olalde. El comandament del cos el va mantenir inicialment el president del govern autònom basc, José Antonio Aguirre, que ja havia ostentat el comandament de l'Eusko Gudarostea. Aguirre va rebutjar qualsevol dependència orgànica de l'Exèrcit del Nord republicà, així com qualsevol intromissió dels oficials republicans manat pel govern de València.
A partir de maig el comandament el va assumir el general Mariano Gamir Ulibarri, quan la situació militar a Biscaia ja era molt complicada. El general Gamir va mantenir unes relacions cordials amb Aguirre, si bé era molt crític davant l'actitud dels batallons peneuvistes —els quals, en opinió de Gamir, eren «més afins a l'enemic [que als nostres principis]» i mantenien oberts contactes amb l'enemic. Durant la defensa de Bilbao les forces del Cos d'Exèrcit d'Euzkadi van presentar una aferrissada resistència, però la pressió enemiga va aconseguir imposar-se i Bilbao va caure el matí del 19 de juny; la pèrdua de Bilbao va provocar una profunda desmoralització de les forces basques.
El 21 de juny, després de la caiguda de Biscaia, Gamir Ulibarri va passar a manar l'Exèrcit del Nord, succeint-lo diversos oficials en el comandament de la formació. El cos d'exèrcit basc va passar a la província de Santander, molt infringit pels combats de Biscaia. Al començament d'agost seria reorganitzat i reconvertit en el XIV Cos d'Exèrcit, ja plenament integrat en l'Exèrcit Popular de la República.

## Comandaments
Comandants
- José Antonio Aguirre;
- general de brigada Mariano Gamir Ulibarri;
- coronel d'infanteria Joaquín Vidal Munárriz;
- comandant d'Estat Major Ernesto de la Fuente Torres;
- tinent coronel d'infanteria José Gállego Aragüés;
- coronel d'infanteria Adolfo Prada Vaquero;

Comissaris
- Jesús Larrañaga Churruca, del PCE;
- Luis Ruiz de Aguirre, d'ANV;[5]

Caps d'Estat Major
- tinent coronel d'enginyers Alberto Montaud Noguerol;[6]
- comandant d'infanteria Ángel Lamas Arroyo;[7]